# Вершиновка (Донецкая область)
Вершиновка (укр. Вершинівка) — село находится в Тельмановском районе Донецкой области. Под контролем самопровозглашённой Донецкой Народной Республики.

## География

#### Соседние населённые пункты по странам света
С: Розовка, Широкое
СЗ: Краснополье, Солнцево
СВ: Глинка, Октябрьское, Шевченко
З: Богдановка, Мичурино
В: —
ЮЗ: Воля
ЮЮЗ: Первомайское
ЮВ: Кузнецово-Михайловка
Ю: Черевковское

## Население
Население по переписи 2001 года составляло 36 человек.

## Общие сведения
Код КОАТУУ — 1424883603. Почтовый индекс — 87131. Телефонный код — 6279.

## Адрес местного совета
87130, Донецкая область, Тельмановский р-н, с.Мичурино, ул.Шевченко, 62а